# Upland (Californië)
Upland is een plaats (city) in de Amerikaanse staat Californië, en valt bestuurlijk gezien onder San Bernardino County.

## Demografie
Bij de volkstelling in 2000 werd het aantal inwoners vastgesteld op 68.393.
In 2006 is het aantal inwoners door het United States Census Bureau geschat op 73.379, een stijging van 4986 (7.3%).

## Geografie
Volgens het United States Census Bureau beslaat de plaats een oppervlakte van
39,3 km², waarvan 39,2 km² land en 0,1 km² water.

## Plaatsen in de nabije omgeving
De onderstaande figuur toont nabijgelegen plaatsen in een straal van 16 km rond Upland.

## Geboren
- Eddie Lawson (11 maart 1958), voormalig motorcoureur.
- Carlos Bocanegra (25 mei 1979), voetballer
- Danielle Chuchran (9 juni 1993), actrice